# Tinh vân Diên Vĩ
Tinh vân Diên Vĩ (tên gọi khác: Tinh vân Iris, NGC 7023 và Caldwell 4) là một tinh vân phản xạ sáng và là vật thể Caldwell nằm trong chòm sao Tiên Vương. Tinh vân này thật ra là một cụm sao nằm trong tinh vân LBN 487. Tinh vân có cấp sao biểu kiến là 6,8 và nằm cạnh sao biến quang T Cephei và gần sao Beta Cephei có cấp sao biểu kiến +3.23.

## Bộ sưu tập
- Hình ảnh RGB của Tinh vân Diên Vĩ NGC 7023 được chụp bằng khúc xạ tiêu sắc 5 inch và máy ảnh DSLR
- Bản đồ vị trí của NGC 7023 (Roberto Mura)
- được chụp tại Đài quan sát Frog Island ở Escanaba Mi vào tháng 8 năm 2019